# Ibrahim Ferrer
Ibrahim Ferrer Planas (San Luis, Santiago de Cuba, 20. veljače 1927. -  Havana, 6. kolovoza 2005.) bio je kubanski glazbenik.

## Životopis
Rođen je 20. veljače nedaleko grada Santiago de Cuba u jednom noćnom klubu. Majka mu je bila Aurelia Ferrer i umrla je kada je Ibrahimu Ferreu bilo 12 godina. Pošto je njegov otac preminuo još ranije, morao je sam zarađivati novac da bi preživio. Pored poslova čistača cipela i prodavača novina, počinje raditi i kao ulični pjevač. Godinu dana kasnije osniva zajedno s rođakom sastav  „Jóvenes del Son“.
Sljedećih godina svirao je u puno sastava i uskoro postaje poznat diljem Kube. Od 1953. svira u orkestru Pacho Alonsa i s njima seli u glavni grad Havanu 1959. Karijeru završava 1991.
Na zamolbu Rya Coodera koji je želio snimiti album s njim i drugim glazbenicima poput Compaya Segundoa i Rubéna Gonzáleza, vraća se ponovo na glazbenu scenu.
Cooder je 1997. bio producent albuma „Buena Vista Social Club“ koji je 1998. nagrađen Grammyjem. Svjetsku slavu stječe kroz dokumentarni film
Wima Wendersa Buena Vista Social Club iz 1999., koji govori o glazbenicima i njihovom uspjehu.
Njegov solo album  „A Toda Cuba le Gusta“ bio je nominiran za Grammyja. Za svoj album „Buenos Hermanos“ nagrađen je 2004. Grammyjem u kategoriji „Best Traditional Tropical Latin Album“. 
Ferrer je preminuo ubrzo poslije povratka s europske turneje 6. kolovoza 2005. od posljedica emfizema.

## Diskografija
- 1960. – Mis tiempos con Chepín y su Orquesta Oriental
- 1973. – Snimka s Los Bocucos
- 1999. – Buena Vista Social Club Presents: Ibrahim Ferrer
- 2000. – Tierra Caliente: Roots of Buena Vista
- 2002. – Mis Tiempos Con Chepín
- 2002. – La Colección Cubana
- 2002. – Tiempos Con Chepín y Su Orquesta
- 2003. – Buenos Hermanos
- 2004. – Que Bueno Está
- 2005. – Ay, Candela
- 2007. – Mi Sueño
- 2007. – Rhythms del Mundo
- 2010. - Concert for Ibrahim Ferrer

## Vanjske poveznice
- Životopis i glazba Ibrahima Ferrera na cosmopolis.ch